# Pedra Cayahuanca
A Pedra Cayahuanca (Piedra Cayahuanca) é uma pedra localizada a cerca de quatro quilômetros ao norte de San Ignacio, Chalatenango, na fronteira entre Honduras e El Salvador, aproximadamente 1 550 metros acima do nível do mar. A rocha serve de fronteira, dando uma vista panorâmica de ambos os países.